# Wetzikon
Wetzikon é uma comuna da Suíça, no Cantão Zurique, com cerca de 19.028 habitantes. Estende-se por uma área de 16,73 km², de densidade populacional de 1.137 hab/km². Confina com as seguintes comunas: Bäretswil, Gossau, Hinwil, Mönchaltorf, Pfäffikon, Seegräben.
A língua oficial nesta comuna é o Alemão.